# Abutilon mangarevicum
Abutilon mangarevicum är en malvaväxtart som beskrevs av F.R. Fosberg. Abutilon mangarevicum ingår i släktet klockmalvor, och familjen malvaväxter. Inga underarter finns listade i Catalogue of Life.